# Château de Ferrières (Ferrières-en-Brie)
Pour les articles homonymes, voir Château de Ferrières.

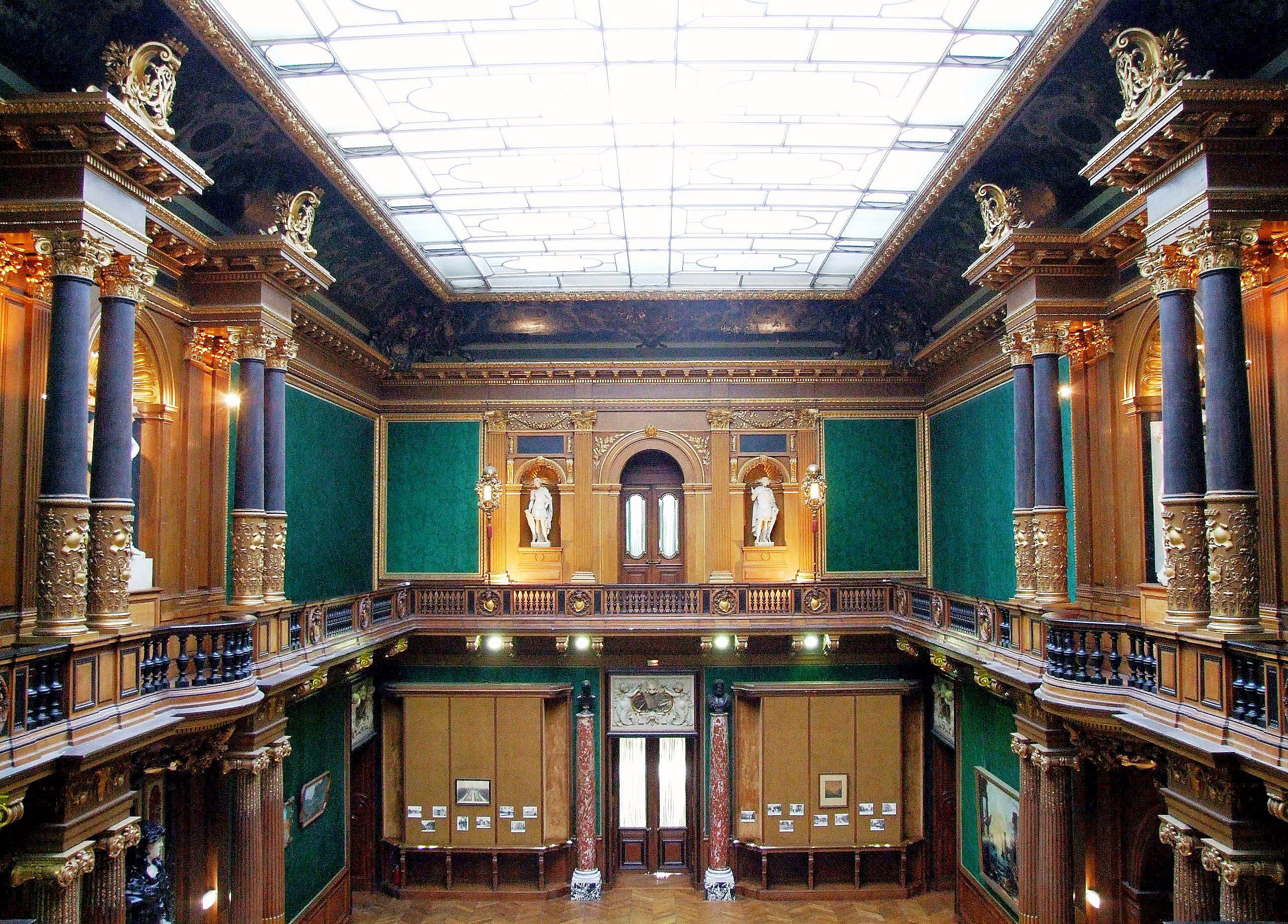
Salle de bal.

Le château de Ferrières, situé en Seine-et-Marne, sur les communes de Ferrières-en-Brie pour son bâti et de Pontcarré pour son parc à l'anglaise, a été aménagé à partir de 1829 par Joseph Paxton pour le baron James de Rothschild. Le château, élevé de 1855 à 1859, fut inauguré le 16 décembre 1862 par Napoléon III.

## Présentation
Derrière les façades de style néo-Renaissance prend place un escalier d'honneur, réplique de celui du Crystal Palace (créé par Joseph Paxton) de l'Exposition universelle de 1851 à Londres.
La décoration intérieure est caractéristique du goût Rothschild.
Les appartements, composés de 28 suites, possédaient dès l'origine un système de chauffage central avec également eau courante chaude et froide. À l'origine, le château ne comprenait pas de cuisine afin d'éviter les odeurs. Un souterrain, condamné pendant la Seconde Guerre mondiale, puis réhabilité en 2014, équipé de rails pour passer les plats sur de petits chariots, relie le sous-sol à une maison voisine, à l'angle nord-est, à environ 60 mètres : là se trouvaient le fourneau et la batterie nécessaires pour préparer les repas. Ce souterrain est visible dans un épisode de la série télévisée Les Brigades du Tigre (épisode Les fantômes de Noël) où il sert de cache pour le bandit de l'épisode en question.

## Histoire
La demeure a remplacé l'ancien château de Fouché, duc d'Otrante, ministre de la Police de Napoléon Ier, qui avait acheté à l'État, en 1801, les domaines de Pontcarré et de Ferrières qui appartenaient auparavant à Racine du Jonquoy, intendant général du Génie, et père du célèbre Racine de Monville.
Il est entouré d'un immense parc à l'anglaise de 125 hectares, réputé pour être l'un des plus beaux de France.
Le domaine touche celui d'Armainvilliers réparti sur les communes de Gretz-Armainvilliers et Tournan-en-Brie, autrefois propriété des frères Pereire et passé ensuite aux Rothschild ; les deux représenteraient la superficie de la capitale (6 000 hectares).

### L'entrevue de Ferrières
C'est à Ferrières, durant le siège de Paris, épisode de la guerre franco-allemande de 1870, que se déroula les 19 et 20 septembre 1870, la célèbre entrevue entre Otto von Bismarck, qui y avait installé ses quartiers, et Jules Favre, ministre des Affaires étrangères de la toute jeune Troisième République. Le contenu de cette entrevue est resté secret.
Les mémoires ultérieurs de Favre et de Bismarck sont contradictoires sur les objectifs de cet entretien : discussion des buts de guerre et des conditions d'un armistice ou négociation visant à obtenir l'accord des Prussiens pour organiser des élections générales afin d'asseoir la légitimité du gouvernement provisoire. C'est en tout cas lors de cet entretien que Bismarck exige la cession de l'Alsace et la Lorraine comme condition de paix.

### Bien privé des Universités de Paris
Après la Libération, en 1945, la famille Rothschild a prêté une grande partie du château à l'OSE pour recevoir des enfants venus du château du Masgelier et d'autres de Buchenwald.
Le château, inhabité jusqu'en 1959, fut légué en 1975 à la chancellerie des universités de Paris par le baron Guy de Rothschild et son épouse Marie-Hélène. En 1971, ils y avaient donné un bal costumé pour le centenaire de la naissance de Marcel Proust ; Yves Saint Laurent avait spécialement dessiné des robes pour l'événement,.
Une fondation portant le nom de ses donateurs fait désormais partie du château, qui abrite également un centre d’études et de recueillement[Quoi ?] intellectuel, ainsi qu’un lieu de rencontres universitaires et de colloques consacrés aux actualités scientifiques, artistiques et littéraires.
Détentrice par dons et legs successifs d'un important patrimoine immobilier « d'un entretien coûteux et qui génère peu de rentrées financières », la chancellerie envisage dans les années 2000 d'aliéner, entre autres biens, le domaine de Ferrières. Le château est finalement rétrocédé en 2012 aux ayants droit des donataires qui choisissent de rétrocéder à leur tour le bien à la commune de Ferrières-en-Brie.

### L'école Ferrières
En juillet 2013, le château est confié par la commune à une société privée pour y créer l'école Ferrières qui a ouvert ses portes en octobre 2015 dans le château. Elle propose des formations supérieures et professionnelles organisées autour de trois pôles : gastronomie, hôtellerie et luxe.

## Restaurants
Un restaurant gastronomique, Le Baron, a ouvert au sein même du château de Ferrières. Les cuisines sont dirigées par le Chef Patrick Juhel, Meilleur ouvrier de France 2000. Un restaurant bistronomique, Le Chai, a également été créé juste à côté du château, dans le domaine, en novembre 2015.

## Tournages de films
Le château a entre autres servi de cadre pour les films :
- La Banquière (1980)
- Le Guignolo (1980)
- Papy fait de la résistance[8] (1983)
- Prêt-à-porter (1994)
- La Neuvième Porte (1999)
- Palais royal ! (2005)
- 99 francs (2007)
- L'Appel du 18 juin (téléfilm, 2010); (journée du 11 juin; y est désigné comme le Château du Muguet).
- La Nouvelle Blanche-Neige (téléfilm, 2011)
- Ma première fois (2012)
- Le Comte de Monte-Cristo (2024)

Séries télévisées : 
- Un village français (série télévisée)
- Profilage (série télévisée, épisode 9-saison 5)
- Fais pas ci, fais pas ça (série télévisée, saison 2)
- Un épisode de la série télévisée Les Brigades du Tigre : Les Fantômes de Noël

Et les clips :
- Libertine de Mylène Farmer (1986)
- Partition de Beyoncé (2013)
- Jealous de Beyoncé (2013)
- Tourner dans le vide d'Indila (2014)

## Protection du site
Les parties bâties et non bâties du domaine de Ferrières (y compris le parc situé sur la commune de Pontcarré) font l’objet d’un classement au titre des monuments historiques depuis le 26 septembre 2000. Ce classement a été modifié par  arrêté du 3 juillet 2003. Les façades et toitures de la buanderie font l’objet d’une inscription au titre des monuments historiques depuis le 5 septembre 1997.